# Tillspetsat kolaträd
Tillspetsat kolaträd (Cola acuminata) är en trädart i släktet malvaväxter som först beskrevs av Ambroise Marie François Joseph Palisot de Beauvois, och fick sitt nu gällande namn av Heinrich Wilhelm Schott och Endl.. Cola acuminata ingår i släktet Cola och familjen malvaväxter. Inga underarter finns listade i Catalogue of Life.

## Bildgalleri

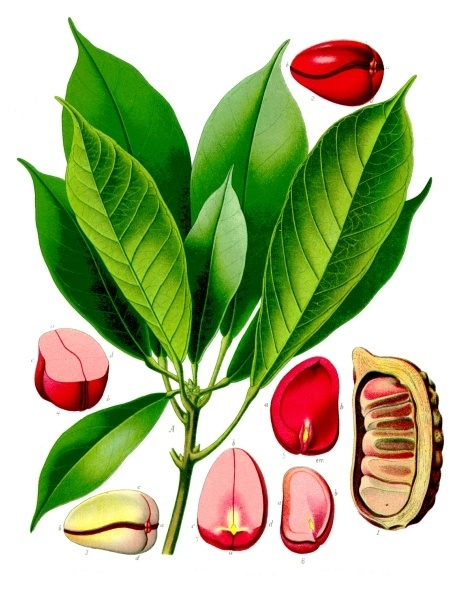